# Rudolf Wolkan

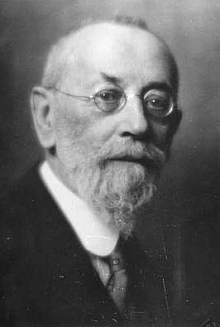
Porträt

Rudolf Wolkan (* 21. Juli 1860 in Prelautsch, Böhmen; † 16. Mai 1927 in Wien) war ein österreichischer Bibliothekar und Literaturhistoriker.

## Leben
Ab 1902 war er Skriptor, später Kustos, von 1920 bis zu seiner Emeritierung 1923 Vizedirektor der Universitätsbibliothek der Universität Wien.
Wolkan befasste sich in seinem Leben mit der Geschichte der Literatur in Böhmen, den Hutterern, den Böhmischen Brüdern, sowie der religiösen Bewegung der Täufer in der Zeit der Reformation. Er war Mitarbeiter an der Allgemeinen Deutschen Biographie, herausgegeben bei Duncker & Humblot in Leipzig, zu der er eine Anzahl von biografischen Artikeln schrieb. 

## Werke
- 1891: Das deutsche Kirchenlied der böhmischen Brüder im XVI. Jahrhunderte. K. u. K. Hofbuchdruckerei A. Haase, Prag
  - 1968: Reprographischer Nachdruck der 4. Auflage, Prag 1891: Olms, Hildesheim.
- 1894: Geschichte der deutschen Litteratur in Böhmen bis zum Ausgange des 16. Jahrhunderts. = Teil 3 von Böhmens Antheil an der deutschen Litteratur des XVI. Jahrhunderts. Haase, Prag
  - Reprint des Gesamtwerks: Böhmens Antheil an der deutschen Litteratur des 16. Jahrhunderts. 2 Bände, in 3 Büchern (1890 und 1894). Olms, Hildesheim 2006[1]
- 1898: Deutsche Lieder auf den Winterkönig. Calve, Prag
- 1903: Die Lieder der Wiedertäufer. Ein Beitrag zur deutschen und niederländischen Litteratur- und Kirchengeschichte. Behre, Berlin
- 1917: Der Staat und seine Beamten nach dem Kriege: Vorschläge zur Neuordnung der Beamtengehälter. Braumüller, Leipzig und Wien
- 1919: Die Deutsche Literatur Böhmens. In: Rudolf Lodgman von Auen: Deutschböhmen. Ullstein, Berlin
- 1923, als Herausgeber: Geschicht-Buch der Hutterischen Brüder. In Zusammenarbeit mit den Hutterischen Brüdern in Amerika und Canada, Standoff Colony bei Macleod (Alberta) und Wien.
- 1925: Geschichte der deutschen Literatur in den Sudetenländern, Johannes Stauda Verlag Augsburg
- 1927: Das sudetendeutsche Schrifttum des 16. Jahrhunderts. Gebr. Stiepel, Reichenberg